# 林信夫 (内務官僚)
林 信夫（はやし のぶお、1894年（明治27年）12月24日 - 1972年（昭和47年）11月16日）は、日本の内務・警察官僚、弁護士。官選県知事。

## 経歴
和歌山出身。林治の三男として生まれる。第三高等学校を卒業。1919年、京都帝国大学法学部法律学科を卒業。内務省に入省し兵庫県属となる。同年10月、高等試験行政科試験に合格した。
以後、兵庫県印南郡長、長崎県理事官、埼玉県参事官、山形県書記官・学務部長、青森県書記官・警察部長、警視庁書記官・保安部長、岡山県書記官・総務部長、東京府書記官・総務部長などを歴任。
1937年1月、茨城県知事に就任。県民の負担増の抑制のため財政の立て直しと、緊急事業の実施に尽力。1938年1月、厚生省衛生局長に転じた。1940年4月、宮城県知事となる。仙塩総合開発計画を推進し、釜房ダム建設認可に尽力した。1942年10月、知事を退任。同年に退官し、戦後、公職追放となった。

## 栄典
- 1941年（昭和16年）1月16日 - 従四位[6]

## 著作
- 述『教育の素人観』〈社会事業叢書;第4輯〉茨城県社会事業協会、1937年。
- 『国民精神総動員に際して皇国日本の真姿顕現を望む:日立製作所従業員のために、温交会女子会員のために』〈日立パンフレツト;第16輯〉日立評論社、1937年。